# Eerste klasse 2009-10 (voetbal België)
Het seizoen 2009/10 van de Belgische Jupiler Pro League ging van start op 31 juli 2009 en eindigde op 16 mei 2010.
Dit seizoen startte de competitie met 16 clubs, en werd voor het eerst in een hervormd systeem met play-offs gespeeld. Eind december werd Excelsior Moeskroen echter definitief geschrapt, nadat het drie wedstrijden op rij forfait had gegeven. Alle resultaten van de club werden geannuleerd. Het eindklassement van dit seizoen telt bijgevolg slechts vijftien clubs.  RSC Anderlecht werd landskampioen na het winnen van play-off I.

## Competitiehervorming
Dit seizoen wordt voor het eerst gespeeld met een play-offsysteem. Bovendien is het aantal clubs teruggebracht van 18 naar 16, evenveel als in de seizoenen voor 1973/74.
Na een reguliere competitie, waarin elke ploeg 30 wedstrijden speelt, worden de veertien hoogst gerangschikte clubs onderverdeeld in poules. De eerste zes spelen verder voor de titel in play-off I, waarbij elke ploeg opnieuw tien wedstrijden speelt. Bij de start wordt het aantal behaalde punten uit de reguliere competitie gehalveerd. De nummers zeven tot en met veertien worden in twee poules van vier ploegen verdeeld, play-off II. In tegenstelling tot play-off I starten de clubs uit play-off II vanaf 0 punten. Elke club speelt 6 wedstrijden in zijn poule. Beide poulewinnaars nemen het vervolgens tegen elkaar op in een heen- en terugwedstrijd. De winnaar van deze duels mag ten slotte tegen het nummer vier uit play-off I strijden voor een laatste Europees ticket. De ploeg die als laatste (= zestiende) eindigt in de reguliere competitie degradeert net als voorgaande seizoenen rechtstreeks naar de Tweede Klasse. Het nummer vijftien uit de competitie neemt deel aan een eindronde met de nummers 2, 3 en 4 uit de Tweede Klasse. De winnaar van die eindronde treedt het volgende seizoen aan in de Jupiler Pro League.
Door de schrapping van Excelsior Moeskroen degradeert er dit seizoen geen enkele club rechtstreeks, enkel het nummer 15 moet barragewedstrijden spelen met drie tweedeklassers om zich te kunnen handhaven in de hoogste afdeling.
Bovendien werd in 2008 ook besloten om vanaf het seizoen 2009/10 kerstvoetbal in te voeren, wat betekent dat de competitie tijdens de kerst- en nieuwjaarsperiode doorloopt. Pas in januari volgt een korte winterstop.

## Gepromoveerde teams
Dit team promoveert uit de Tweede Klasse voor de start van het seizoen:
- Sint-Truidense VV (kampioen) Keerde na 1 seizoen terug naar de hoogste afdeling en nam de plaats in van RAEC Mons.

## Degraderende teams
Deze teams degradeerden na dit seizoen:
- Excelsior Moeskroen legde de boeken neer na 14 seizoenen op het hoogste niveau en zo was er geen rechtstreekse degradant meer.
- KSV Roeselare (verlies van eindronde) degradeerde na 5 seizoenen op het hoogste niveau.

## Clubs
Zestien ploegen startten aan het seizoen 2009/10 in Eerste Klasse. De meeste clubs (12) kwamen uit Vlaanderen, slechts 3 clubs kwamen uit Wallonië en één uit Brussel. De best vertegenwoordigde provincies waren West-Vlaanderen (5 clubs) en Antwerpen (3 clubs). De provincies Oost-Vlaanderen, Henegouwen en Limburg telden elk 2 eersteklasseclubs. De provincies Vlaams-Brabant, Waals-Brabant, Namen en Luxemburg hadden geen vertegenwoordigers in de hoogste reeks. Door de schrapping van Excelsior Moeskroen eind december telde Henegouwen een eersteklasser minder.
| # kaart | Stam- nummer | Club                                 | Plaats       |
| ------- | ------------ | ------------------------------------ | ------------ |
| 1       | 7            | KAA Gent                             | Gent         |
| 2       | 35           | RSC Anderlecht                       | Anderlecht   |
| 3       | 3530         | Germinal Beerschot                   | Antwerpen    |
| 4       | 12           | Cercle Brugge KSV                    | Brugge       |
| 5       | 22           | Royale Sporting du Pays de Charleroi | Charleroi    |
| 6       | 3            | Club Brugge KV                       | Brugge       |
| 7       | 19           | KV Kortrijk                          | Kortrijk     |
| 8       | 25           | YR KV Mechelen                       | Mechelen     |
| 9       | 282          | K.S.C. Lokeren Oost-Vlaanderen       | Lokeren      |
| 10      | 224          | Excelsior Moeskroen                  | Moeskroen    |
| 11      | 322          | KRC Genk                             | Genk         |
| 12      | 134          | KSV Roeselare                        | Roeselare    |
| 13      | 373          | Sint-Truidense VV                    | Sint-Truiden |
| 14      | 16           | Standard Luik                        | Luik         |
| 15      | 2024         | KVC Westerlo                         | Westerlo     |
| 16      | 5381         | SV Zulte Waregem                     | Waregem      |

### Personen en sponsors
| #  | Club                           | Plaats       | Stadion                        | Capaciteit | Trainer                    | Vorige trainers seizoen 2009/10           | Aanvoerder              | Hoofdsponsor       |
| -- | ------------------------------ | ------------ | ------------------------------ | ---------- | -------------------------- | ----------------------------------------- | ----------------------- | ------------------ |
| 1  | KAA Gent                       | Gent         | Jules Ottenstadion             | 12.919     | Michel Preud'homme         |                                           | Bernd Thijs             | VDK Spaarbank      |
| 2  | RSC Anderlecht                 | Anderlecht   | Constant Vanden Stockstadion   | 21.500     | Ariel Jacobs               |                                           | Olivier Deschacht       | BNP Paribas Fortis |
| 3  | Germinal Beerschot             | Antwerpen    | Olympisch Stadion              | 12.771     | Jos Daerden                | Aimé Anthuenis                            | Wim De Decker           | Quick              |
| 4  | Cercle Brugge                  | Brugge       | Jan Breydelstadion             | 29.042     | Glen De Boeck              | Denis Viane                               |                         | ADMB               |
| 5  | R. Charleroi S.C.              | Charleroi    | Stade du Pays de Charleroi     | 25.887     | Mario Notaro & Tibor Balog | Stéphane Demol, Mario Notaro, Tommy Craig | Adlène Guédioura        | VOO                |
| 6  | Club Brugge                    | Brugge       | Jan Breydelstadion             | 29.042     | Adrie Koster               |                                           | Stijn Stijnen           | Dexia              |
| 7  | K.V. Kortrijk                  | Kortrijk     | Guldensporenstadion            | 9.399      | Georges Leekens            |                                           | Brecht Verbrugghe       | Vasco & Kortrijk   |
| 8  | KV Mechelen                    | Mechelen     | Argosstadion Achter de Kazerne | 13.213     | Peter Maes                 |                                           | Jonas Ivens             | Telenet            |
| 9  | K.S.C. Lokeren Oost-Vlaanderen | Lokeren      | Daknamstadion                  | 9.560      | Emilio Ferrera             | Aleksandar Janković, Jacky Mathijssen     | Olivier Doll            | Edialux & DCM      |
| 10 | Excelsior Moeskroen            | Moeskroen    | Le Canonnier                   | 10.571     |                            | Miroslav Đukić, Hans Galjé                |                         |                    |
| 11 | KRC Genk                       | Genk         | Cristal Arena                  | 24.956     | Franky Vercauteren         | Hein Vanhaezebrouck, Pierre Denier        | David Hubert            | Euphony & Carglass |
| 12 | KSV Roeselare                  | Roeselare    | Schiervelde                    | 9.653      | Dennis Van Wijk            |                                           | Stefaan Tanghe          | Deceuninck         |
| 13 | Sint-Truidense VV              | Sint-Truiden | Stayen                         | 17.850     | Guido Brepoels             |                                           | Peter Delorge           | Belisol            |
| 14 | Standard Luik                  | Luik         | Stade Maurice Dufrasne         | 30.023     | Dominique D'Onofrio        | László Bölöni                             | Steven Defour           | BASE & VOO         |
| 15 | KVC Westerlo                   | Westerlo     | 't Kuipje                      | 7.982      | Jan Ceulemans              |                                           | Jef Delen               | Willy Naessens     |
| 16 | SV Zulte Waregem               | Waregem      | Regenboogstadion               | 10.200     | Francky Dury               |                                           | Ludwin Van Nieuwenhuyze | Enfinity           |

## Uitslagen en klassementen

### Reguliere competitie
|                    | GNT   | AND   | CER   | CHA   | CLU   | GBA   | KVK   | KVM   | LOK   | MOE* | GNK   | ROE   | STA   | STV   | WES   | ZWA   |
| ------------------ | ----- | ----- | ----- | ----- | ----- | ----- | ----- | ----- | ----- | ---- | ----- | ----- | ----- | ----- | ----- | ----- |
| KAA Gent           |       | 2 - 2 | 3 - 1 | 2 - 1 | 1 - 1 | 0 - 1 | 2 - 2 | 2 - 1 | 4 - 1 | –    | 2 - 1 | 5 - 1 | 2 - 1 | 0 - 1 | 1 - 2 | 0 - 2 |
| RSC Anderlecht     | 1 - 1 |       | 3 - 2 | 2 - 0 | 3 - 2 | 1 - 0 | 1 - 0 | 2 - 0 | 2 - 0 | –    | 2 - 0 | 3 - 1 | 1 - 1 | 1 - 2 | 3 - 0 | 2 - 1 |
| Cercle Brugge      | 1 - 3 | 1 - 3 |       | 1 - 0 | 2 - 3 | 1 - 2 | 1 - 1 | 1 - 0 | 4 - 0 | –    | 1 - 0 | 2 - 0 | 2 - 0 | 3 - 1 | 2 - 1 | 2 - 2 |
| Sporting Charleroi | 0 - 2 | 0 - 2 | 0 - 4 |       | 1 - 2 | 1 - 0 | 3 - 3 | 1 - 2 | 4 - 1 | –    | 1 - 3 | 3 - 0 | 2 - 3 | 0 - 0 | 1 - 1 | 0 - 0 |
| Club Brugge        | 1 - 0 | 4 - 2 | 2 - 1 | 1 - 0 |       | 1 - 2 | 2 - 2 | 1 - 1 | 2 - 0 | –    | 1 - 1 | 1 - 0 | 2 - 1 | 1 - 0 | 2 - 1 | 3 - 1 |
| Germinal Beerschot | 1 - 1 | 0 - 5 | 1 - 4 | 0 - 0 | 1 - 4 |       | 1 - 0 | 1 - 3 | 2 - 1 | –    | 1 - 0 | 3 - 0 | 1 - 1 | 4 - 1 | 3 - 1 | 1 - 1 |
| KV Kortrijk        | 1 - 0 | 0 - 2 | 3 - 1 | 2 - 1 | 1 - 4 | 3 - 0 |       | 2 - 0 | 3 - 1 | –    | 2 - 1 | 2 - 0 | 0 - 2 | 0 - 1 | 1 - 1 | 1 - 0 |
| KV Mechelen        | 2 - 5 | 0 - 2 | 1 - 2 | 1 - 0 | 2 - 1 | 1 - 0 | 1 - 1 |       | 2 - 0 | –    | 2 - 1 | 3 - 2 | 0 - 0 | 0 - 2 | 4 - 1 | 2 - 1 |
| Sporting Lokeren   | 0 - 1 | 0 - 4 | 1 - 1 | 4 - 1 | 0 - 1 | 2 - 0 | 0 - 0 | 2 - 1 |       | –    | 0 - 2 | 1 - 4 | 1 - 3 | 1 - 2 | 1 - 0 | 1 - 1 |
| Moeskroen *        | –     | –     | –     | –     | –     | –     | –     | –     | –     |      | –     | –     | –     | –     | –     | –     |
| KRC Genk           | 1 - 1 | 0 - 2 | 2 - 0 | 1 - 2 | 2 - 0 | 1 - 1 | 1 - 1 | 1 - 2 | 3 - 1 | –    |       | 1 - 1 | 1 - 0 | 0 - 0 | 0 - 0 | 2 - 2 |
| KSV Roeselare      | 0 - 4 | 1 - 2 | 3 - 2 | 1 - 3 | 2 - 3 | 1 - 1 | 0 - 2 | 1 - 2 | 1 - 2 | –    | 1 - 1 |       | 1 - 5 | 1 - 2 | 0 - 0 | 2 - 0 |
| Standard Luik      | 0 - 2 | 0 - 4 | 1 - 1 | 1 - 1 | 3 - 1 | 2 - 2 | 3 - 1 | 3 - 0 | 2 - 0 | –    | 1 - 0 | 0 - 1 |       | 2 - 2 | 1 - 0 | 1 - 1 |
| Sint Truiden       | 1 - 2 | 2 - 1 | 1 - 1 | 0 - 0 | 1 - 1 | 2 - 0 | 0 - 2 | 5 - 2 | 2 - 1 | –    | 2 - 4 | 2 - 1 | 2 - 0 |       | 0 - 1 | 1 - 2 |
| KVC Westerlo       | 0 - 0 | 0 - 2 | 2 - 1 | 4 - 0 | 1 - 4 | 1 - 1 | 1 - 1 | 2 - 0 | 1 - 0 | –    | 0 - 1 | 2 - 2 | 2 - 0 | 2 - 0 |       | 1 - 2 |
| SV Zulte Waregem   | 3 - 1 | 0 - 2 | 1 - 0 | 2 - 2 | 1 - 1 | 4 - 0 | 0 - 2 | 4 - 1 | 1 - 0 | –    | 2 - 2 | 1 - 1 | 1 - 1 | 2 - 0 | 1 - 0 |       |

* Schrapping van de bondslijsten
Klassement
|       | Nr. | Club               | P  | W  | G  | V  | +  | -  | DS  | Ptn |
| ----- | --- | ------------------ | -- | -- | -- | -- | -- | -- | --- | --- |
| PO I  | 1   | RSC Anderlecht     | 28 | 22 | 3  | 3  | 62 | 20 | +42 | 69  |
| PO I  | 2   | Club Brugge        | 28 | 17 | 6  | 5  | 52 | 33 | +19 | 57  |
| PO I  | 3   | KAA Gent           | 28 | 14 | 7  | 7  | 49 | 30 | +19 | 49  |
| PO I  | 4   | KV Kortrijk        | 28 | 12 | 9  | 7  | 39 | 30 | +9  | 45  |
| PO I  | 5   | Sint Truiden       | 28 | 12 | 6  | 10 | 35 | 35 | 0   | 42  |
| PO I  | 6   | SV Zulte Waregem   | 28 | 10 | 11 | 7  | 39 | 32 | +7  | 41  |
| PO II | 7   | KV Mechelen        | 28 | 12 | 3  | 13 | 36 | 46 | −10 | 39  |
| PO II | 8   | Standard Luik      | 28 | 10 | 9  | 9  | 38 | 34 | +4  | 39  |
| PO II | 9   | Cercle Brugge      | 28 | 11 | 5  | 12 | 45 | 40 | +5  | 38  |
| PO II | 10  | Germinal Beerschot | 28 | 9  | 8  | 11 | 30 | 43 | −13 | 35  |
| PO II | 11  | KRC Genk           | 28 | 8  | 10 | 10 | 33 | 31 | +2  | 34  |
| PO II | 12  | KVC Westerlo       | 28 | 8  | 8  | 12 | 28 | 34 | −6  | 32  |
| PO II | 13  | Sporting Charleroi | 28 | 5  | 8  | 15 | 28 | 45 | −17 | 23  |
| PO II | 14  | Sporting Lokeren   | 28 | 5  | 3  | 20 | 22 | 54 | −32 | 18  |
| E     | 15  | KSV Roeselare      | 28 | 4  | 6  | 18 | 29 | 58 | −29 | 18  |
| *     | 16  | Moeskroen          | 0  | 0  | 0  | 0  | 0  | 0  | 0   | 0   |

* Schrapping van de bondslijsten

### Play-off I
|                  | AND   | CLU   | GNT   | KVK   | STV   | ZWA   |
| ---------------- | ----- | ----- | ----- | ----- | ----- | ----- |
| RSC Anderlecht   |       | 2 - 2 | 4 - 2 | 1 - 0 | 2 - 1 | 6 - 0 |
| Club Brugge      | 1 - 2 |       | 1 - 1 | 3 - 0 | 2 - 0 | 3 - 0 |
| KAA Gent         | 1 - 3 | 6 - 2 |       | 0 - 0 | 0 - 0 | 5 - 0 |
| KV Kortrijk      | 1 - 3 | 2 - 0 | 1 - 2 |       | 1 - 2 | 2 - 0 |
| Sint Truiden     | 1 - 1 | 0 - 0 | 1 - 1 | 1 - 0 |       | 1 - 2 |
| SV Zulte Waregem | 0 - 0 | 2 - 0 | 1 - 2 | 1 - 2 | 1 - 2 |       |

Klassement
|    | Nr. | Club             | P  | W | G | V | +  | -  | DS  | Ptn |
| -- | --- | ---------------- | -- | - | - | - | -- | -- | --- | --- |
| K  | 1.  | RSC Anderlecht   | 10 | 7 | 3 | 0 | 24 | 9  | +15 | 59  |
| CL | 2.  | KAA Gent         | 10 | 4 | 4 | 2 | 20 | 13 | +7  | 41  |
| EL | 3.  | Club Brugge      | 10 | 3 | 3 | 4 | 14 | 15 | −1  | 41  |
|    | 4.  | Sint Truiden     | 10 | 3 | 4 | 3 | 9  | 10 | −1  | 34  |
|    | 5.  | KV Kortrijk      | 10 | 3 | 1 | 6 | 9  | 13 | −4  | 33  |
|    | 6.  | SV Zulte Waregem | 10 | 2 | 1 | 7 | 7  | 23 | −16 | 28  |

### Play-off II

##### Groep A
|                  | KVM   | CER   | WES   | LOK   |
| ---------------- | ----- | ----- | ----- | ----- |
| KV Mechelen      |       | 1 - 0 | 1 - 3 | 3 - 1 |
| Cercle Brugge    | 2 - 1 |       | 2 - 0 | 1 - 1 |
| KVC Westerlo     | 0 - 2 | 4 - 1 |       | 2 - 0 |
| Sporting Lokeren | 2 - 2 | 5 - 3 | 3 - 3 |       |

Klassement
|     | Nr. | Club             | P | W | G | V | +  | -  | DS | Ptn |
| --- | --- | ---------------- | - | - | - | - | -- | -- | -- | --- |
|     | 1.  | KVC Westerlo     | 6 | 3 | 1 | 2 | 12 | 9  | +3 | 10  |
|     | 2.  | KV Mechelen      | 6 | 3 | 1 | 2 | 10 | 8  | +2 | 10  |
| EL* | 3.  | Cercle Brugge    | 6 | 2 | 1 | 3 | 9  | 12 | −3 | 7   |
|     | 4.  | Sporting Lokeren | 6 | 1 | 3 | 2 | 12 | 14 | −2 | 6   |

* Cercle Brugge naar de Europa League als Bekerfinalist omdat Bekerwinnaar KAA Gent 2de werd in Play-Off 1.

##### Groep B
|                    | STA   | GBA   | GNK   | CHA   |
| ------------------ | ----- | ----- | ----- | ----- |
| Standard Luik      |       | 3 - 0 | 1 - 1 | 2 - 0 |
| Germinal Beerschot | 2 - 2 |       | 1 - 3 | 2 - 2 |
| KRC Genk           | 1 - 0 | 2 - 0 |       | 3 - 0 |
| Sporting Charleroi | 1 - 0 | 0 - 1 | 1 - 2 |       |

Klassement
|    | Nr. | Club               | P | W | G | V | +  | -  | DS | Ptn |
| -- | --- | ------------------ | - | - | - | - | -- | -- | -- | --- |
| EL | 1.  | KRC Genk           | 6 | 5 | 1 | 0 | 12 | 3  | +9 | 16  |
|    | 2.  | Standard Luik      | 6 | 2 | 2 | 2 | 8  | 5  | +3 | 8   |
|    | 3.  | Germinal Beerschot | 6 | 1 | 2 | 3 | 6  | 12 | −6 | 5   |
|    | 4.  | Sporting Charleroi | 6 | 1 | 1 | 4 | 4  | 10 | −6 | 4   |

#### Finale Play-off II
De twee winnaars van de Europa League Play-off groepen A & B nemen het tegen elkaar op in twee wedstrijden. De winnaar van deze finale speelt daarna in twee testmatchen tegen de club die vierde gerangschikt staat in de Kampioenschap Play-off. Als beide teams na deze twee wedstrijden gelijk staan dan tellen de uitdoelpunten. Als beide teams dan nog gelijk staan worden er verlengingen ingelast en indien nodig wordt de winnaar beslist door middel van strafschoppen.
|                  |                            |         |                         |                                                                  |
| 2 mei 2010 20:30 | KRC Genk                   | 2 - 2   | KVC Westerlo            | Cristal Arena Toeschouwers: 18.125 Scheidsrechter: Paul Allaerts |
| 2 mei 2010 20:30 | De Bruyne 83' Yeboah 90+2' | Verslag | Jakovenko 23' Liliu 63' | Cristal Arena Toeschouwers: 18.125 Scheidsrechter: Paul Allaerts |

|                  |              |                                        |          |                                                             |
| 7 mei 2010 20:30 | KVC Westerlo | 0 - 3                                  | KRC Genk | 't Kuipje Toeschouwers: 8.200 Scheidsrechter: Johan Verbist |
| 7 mei 2010 20:30 |              | João Carlos 4' Buffel 71' Ogunjimi 81' |          | 't Kuipje Toeschouwers: 8.200 Scheidsrechter: Johan Verbist |

#### Barrage (UEFA Europa League)
|                   |                        |       |              |                                                                             |
| 13 mei 2010 20:30 | KRC Genk               | 2 - 1 | Sint-Truiden | Cristal Arena, Genk Toeschouwers: 22.183 Scheidsrechter: Jérôme Efong Nzolo |
| 13 mei 2010 20:30 | 21' Ogunjimi 61' Camus |       | 42' Sidibe   | Cristal Arena, Genk Toeschouwers: 22.183 Scheidsrechter: Jérôme Efong Nzolo |

|                   |                     |       |                                   |                                                                         |
| 16 mei 2010 20:30 | Sint-Truiden        | 2 - 3 | KRC Genk                          | Stayen, Sint-Truiden Toeschouwers: 10.747 Scheidsrechter: Johan Verbist |
| 16 mei 2010 20:30 | 7' Sidibe 80' Onana |       | 21' Ogunjimi 45' Barda 58' Buffel | Stayen, Sint-Truiden Toeschouwers: 10.747 Scheidsrechter: Johan Verbist |

## Topscorers

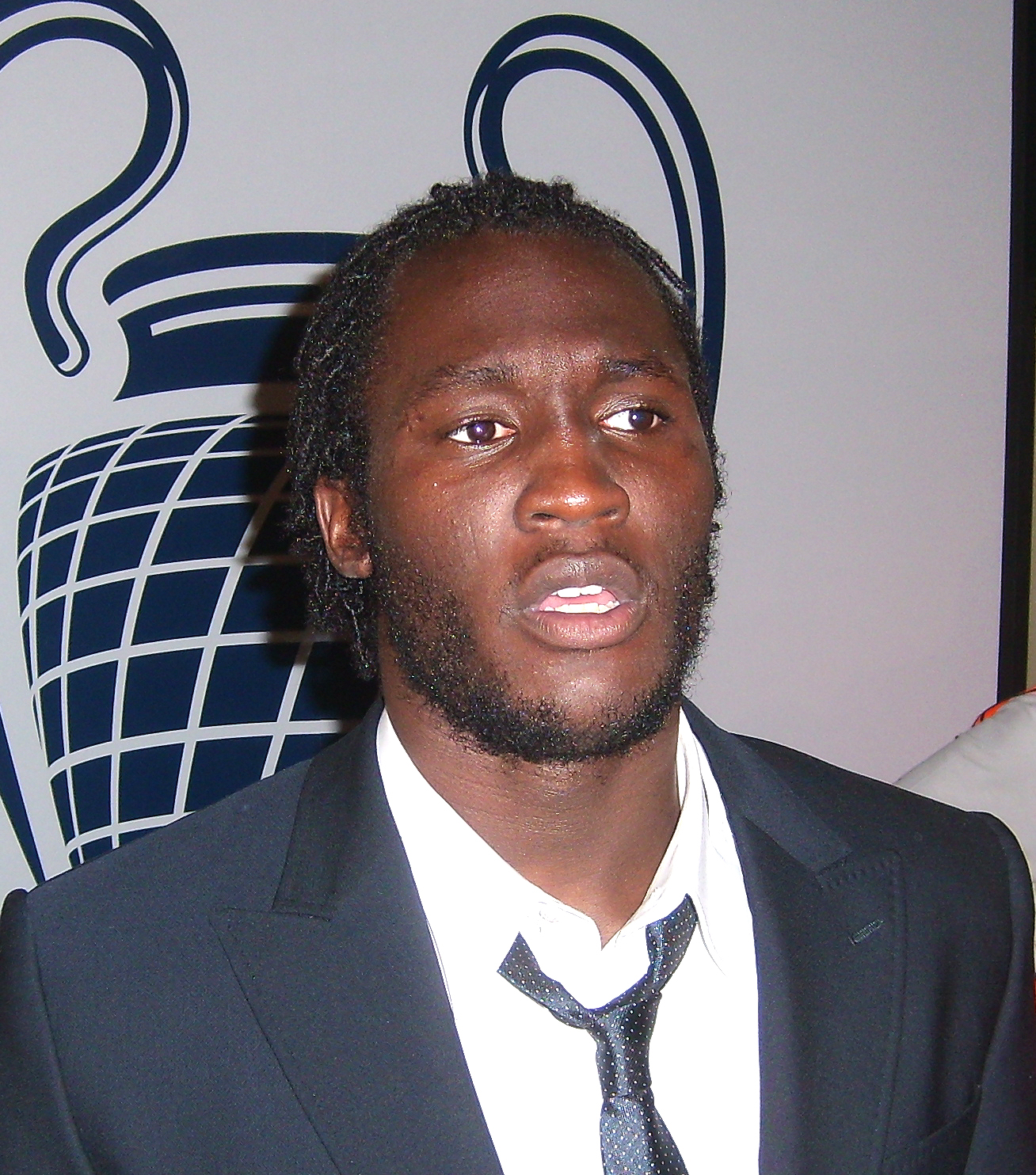
De 16-jarige Romelu Lukaku werd de jongste topschutter ooit in de Belgische competitie.

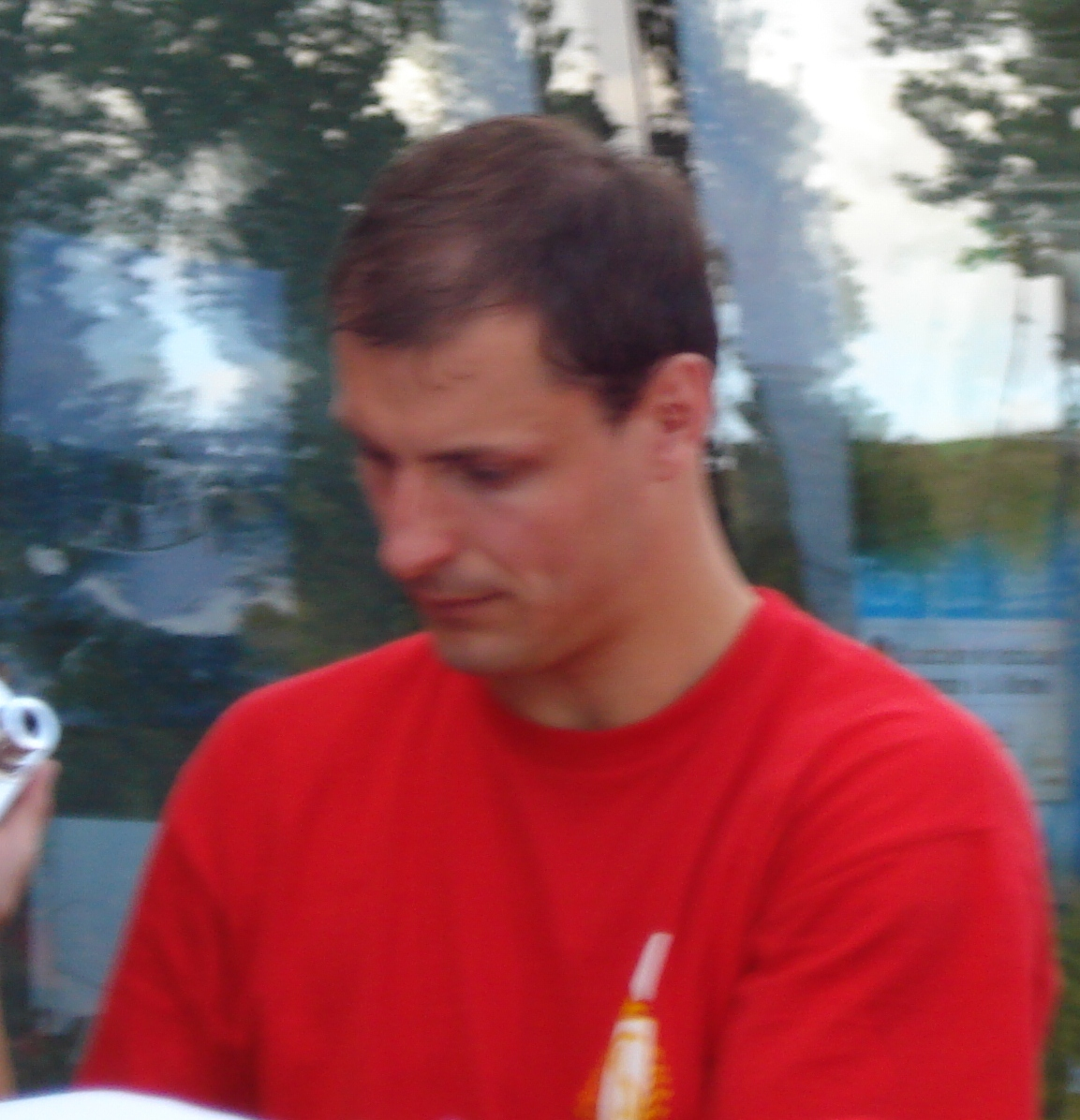
Op 13 januari 2010 werd Milan Jovanović bekroond met de Gouden Schoen.

De titel van topscorer werd toegekend na de reguliere competitie van 30 wedstrijden. De KBVB telde de goals in de play-offs, waar niet elke ploeg evenveel wedstrijden speelde, niet mee. Na de regulier competitie telde Romelu Lukaku 13 doelpunten, twee meer dan Dorge Kouemaha. Weliswaar scoorde Kouemaha in de play-offs nog drie maal en Lukaku niet meer, zodat Kouemaha als enige aan een totaal van 14 doelpunten kwam, maar de topschutterstitel ging dus naar Romelu Lukaku. Tijdens het seizoen mocht de aanvoerder in de stand spelen met een gouden stier rond zijn rugnummer. Deze trui, bedacht door Robert Sterckx, wisselt om de vijf speeldagen van schouder.
| Nr. | Speler          | Club                                   | G  | W  | GPW  |
| --- | --------------- | -------------------------------------- | -- | -- | ---- |
| 1.  | Romelu Lukaku   | RSC Anderlecht                         | 13 | 21 | 0,62 |
| 2.  | Dorge Kouemaha  | Club Brugge                            | 11 | 21 | 0,52 |
| "   | Ibrahim Sidibe  | Sint Truiden                           | 11 | 24 | 0,46 |
| 3.  | Dawid Janczyk   | Sporting Lokeren en Germinal Beerschot | 10 | 20 | 0,50 |
| "   | Milan Jovanović | Standard Luik                          | 10 | 22 | 0,45 |
| "   | Teddy Chevalier | SV Zulte Waregem                       | 10 | 23 | 0,43 |
| 4.  | Cyril Théréau   | Sporting Charleroi                     | 9  | 24 | 0,38 |

## Trainerswissels
- Op 31 augustus 2009 werd Aimé Anthuenis ontslagen bij Germinal Beerschot, dat op dat moment slechts 3/15 gehaald had. Op 3 september werd hij opgevolgd door Jos Daerden.
- Op 25 oktober 2009 werd Aleksandar Janković ontslagen bij Sporting Lokeren, dat op dat moment pas veertiende stond. Hij werd meteen opgevolgd door Jacky Mathijssen.
- Op 30 oktober 2009 nam bijna de volledige technische staf van Excelsior Moeskroen, onder leiding van Miroslav Đukić ontslag, omwille van de onzekere sportieve situatie. Moeskroen speelde enkele dagen eerder haar licentie kwijt. Vanaf maandag 2 november 2009 nam keeperstrainer Hans Galjé het roer over als hoofdcoach.
- Op 31 oktober 2009, enkele uren voor de wedstrijd tegen SV Zulte Waregem, diende Stéphane Demol zijn ontslag in als trainer van Sporting Charleroi. Charleroi werd 2 wedstrijden geleid door Mario Notaro. Op 20 november 2009 werd Notaro opgevolgd door Tommy Craig.
- Op 29 november 2009 werd Hein Vanhaezebrouck ontslagen als trainer van KRC Genk na tegenvallende resultaten. Hij werd opgevolgd door assistent-trainer Pierre Denier. Nog voor de wedstrijd tegen KVC Westerlo werd Franky Vercauteren aangesteld tot nieuwe trainer, maar Denier leidt toch nog die wedstrijd als hoofdtrainer ad interim.
- Op 25 januari 2010 werd het contract van Jacky Mathijssen bij Sporting Lokeren in onderling overleg ontbonden. Dit werd beslist na het verloren degradatieduel tegen KSV Roeselare, waardoor Lokeren helemaal alleen laatste kwam te staan. Matthijssen behaalde sinds zijn aanstelling in 10 matchen slechts vier punten. Enkele dagen later werd Emilio Ferrera voorgesteld als nieuwe trainer.
- Op 10 februari 2010 gingen Standard Luik en trainer László Bölöni in onderling overleg uit elkaar. Technisch directeur Dominique D'Onofrio werd aangesteld tot nieuwe trainer.
- Op 14 april 2010 werd Tommy Craig ontslagen als trainer van Sporting Charleroi na teleurstellende prestaties zowel in de competitie als in de play-offs. Craig wordt tot het einde van het seizoen vervangen door assistent-trainers Mario Notaro en Tibor Balog.

## Individuele prijzen
| Prijs                            | Winnaar            | Club               |
| -------------------------------- | ------------------ | ------------------ |
| Gouden Schoen                    | Milan Jovanović    | Standard Luik      |
| Mooiste Doelpunt (Gouden Schoen) | Bart Goor          | Germinal Beerschot |
| Profvoetballer van het Jaar      | Mbark Boussoufa    | RSC Anderlecht     |
| Trainer van het Jaar             | Ariël Jacobs       | RSC Anderlecht     |
| Keeper van het Jaar              | Simon Mignolet     | Sint Truiden       |
| Scheidsrechter van het Jaar      | Frank De Bleeckere | /                  |
| Ebbenhouten Schoen               | Mbark Boussoufa    | RSC Anderlecht     |

## Teampagina's
- KAA Gent in het seizoen 2009/10
- RSC Anderlecht in het seizoen 2009/10
- Cercle Brugge in het seizoen 2009/10
- Club Brugge in het seizoen 2009/10
- Germinal Beerschot in het seizoen 2009/10
- KV Kortrijk in het seizoen 2009/10
- KRC Genk in het seizoen 2009/10
- Sint Truiden in het seizoen 2009/10
- Standard Luik in het seizoen 2009/10